# Ching Shih
Shih Ching (Guangdong, 1775 – Macao, 1844) è stata una pirata cinese nota anche come Zhèng Shì (cinese: 郑氏S, Zhèng ShìP, "vedova di Zheng"), e come Zheng Yi Sao (cinese: 
郑一嫂S, zhèng yī sǎoP, "moglie di Cheng Yi"), che terrorizzava il Mar della Cina all'inizio del XIX secolo, avendo al suo comando la più grande flotta pirata della Storia: più di 300 giunche con a bordo da 20.000 a 40.000 pirati, tra cui uomini, donne e persino bambini. Entrò in conflitto con le principali potenze dell'epoca come l'impero britannico, l'impero portoghese e la dinastia Qing.
Ching Shih compare in numerosi libri, romanzi, videogiochi e film sui pirati. Come comandante di una grande flotta che all'apice contava tra le 1500 e le 1800 navi con 80.000 marinai, è considerata da molti la pirata più vittoriosa di tutta la storia.

## Biografia

### I primi anni
Nata Shi Yang (cinese: 石阳S, shí yángP) nel 1775 in un luogo non precisato della provincia di Guangdong, lavorò come prostituta in una piccola casa di tolleranza nella città portuale di Canton, facendosi chiamare Shi Xianggu (cinese: 石香姑S, shí xiāng gūP).

### Matrimonio con Cheng Yi
Nel 1801, Cheng Yi, comandante di sei flotte pirata appartenente ad una famiglia di grandi pirati, che facevano risalire le loro origini criminali a metà diciassettesimo secolo, la fece catturare e le chiese di sposarlo: lei accettò, a patto che lui le cedesse metà dei suoi averi e il comando di una tra le sue flotte. A seguito del matrimonio con Ching Shih, che partecipava attivamente alle attività di pirateria del marito, Cheng Yi seguì il consiglio della moglie, e utilizzò la sua forza militare e la sua reputazione per consolidare una coalizione per riunire le flotte cantonesi in un'unica alleanza. Nel 1804 questa coalizione aveva acquisito una forza formidabile, ed era diventata una delle più potenti flotte di pirati di tutta la Cina, diventando conosciuta come Red Flag Fleet, la Flotta della Bandiera Rossa.

### Ascesa al potere
Il 16 novembre 1807 Cheng Yi morì in Vietnam. Ching Shih cominciò immediatamente a organizzare l'ascesa alla posizione di comando che era stata del marito: cominciò a coltivare delle relazioni personali, per fare in modo che i suoi rivali riconoscessero la sua autorità, e per evitare l'insorgere di conflitti aperti cercò il sostegno dei membri più potenti della famiglia del marito, in particolare suo nipote Cheng Pao-Yang e il figlio di suo cugino, Cheng Ch'i. In seguito si occupò della coalizione creata da suo marito, lavorando sulla lealtà verso suo marito di alcuni capitani delle flotte e rendendosi indispensabile agli altri.
Dal momento che Ching Shih avrebbe avuto una così grande forza in suo potere, sapeva di aver bisogno di qualcuno che la aiutasse ad amministrare le operazioni giornaliere della Red Flag Fleet, che rimanesse fedele a lei e che fosse accettato dai pirati di livello inferiore, e identificò a tale scopo Cheung Po Tsai, figlio di un pescatore che era diventato un pirata all'età di 15 anni, quando era stato catturato da Cheng Yi. Cheung si fece strada rapidamente tra i ranghi, fino ad essere adottato da Cheng Yi, conferendogli il titolo di suo figlio ed erede. Non appena Ching Shih ebbe scelto Cheung come suo ufficiale esecutivo, agì rapidamente per solidificare il loro rapporto a livello intimo. I due divennero amanti nel giro di poche settimane, e probabilmente si sposarono. Ching Shih diede alla luce il figlio di Cheung fra i 32 e i 35 anni. Cheung Po Tsai morì poi a 36 anni, e la causa della sua morte è sconosciuta.

### Il Codice
Una volta diventata comandante della flotta, Ching Shih si dedicò a riunire la flotta, stabilendo un codice di leggi, molto severo e che veniva applicato rigorosamente. Le regole principali che lo costituivano erano le seguenti:
- chiunque avesse dato ordini che non venivano emessi da Ching Shih, o che avesse disobbedito a quelli di un superiore, sarebbe stato decapitato sul posto;
- era vietato rubare dal fondo pubblico e dai cittadini che rifornivano i pirati;
- tutti i beni che venivano presi come bottino dovevano essere presentati per un'ispezione di gruppo. Il bottino veniva registrato da un commissario di bordo, e in seguito veniva distribuito dal capitano della flotta. I razziatori ottenevano il venti percento, e il resto veniva aggiunto al fondo pubblico;
- il denaro veniva consegnato al capitano della ciurma, che restituiva solo una piccola somma ai razziatori, cosicché il resto potesse essere utilizzato per comprare provviste durante le spedizioni senza successo. La punizione per aver nascosto un bottino consisteva, la prima volta, in molte severe frustate sulla schiena, mentre l'aver celato grandi quantità di denaro portava alla pena di morte.

La violazione di altre norme del codice veniva punita con fustigazione, messa ai ferri o squartamento. Ai disertori o a coloro che se ne andavano senza permesso, venivano tagliate le orecchie ed erano poi fatti sfilare davanti alla ciurma. Il codice diede vita ad una forza che era intrepida in attacco e disperata nella difesa, incontenibile, anche quando inferiore di numero.
Il codice di Ching Shih aveva delle regole speciali per le prigioniere. La pratica standard prevedeva di lasciar libere le donne che venivano catturate, ma spesso i pirati facevano loro mogli o concubine le prigioniere più belle, a condizione però che fossero loro fedeli che le trattassero con rispetto. Le donne ritenute poco attraenti venivano rilasciate, e le rimanenti riscattate. I pirati che violentavano le prigioniere venivano condannati a morte, ma se il rapporto era consenziente allora il pirata veniva decapitato e la donna con cui era stato veniva gettata fuori dalla nave, con palle di cannone attaccate alle gambe. Per quante donne ci fossero sulle sue giunche vietava ai suoi uomini di copulare con le prigioniere anche se la donna era consenziente, pena la morte: in tal modo, a suo dire, i suoi uomini avrebbero sfogato la frustrazione in battaglia.

### Successo
La flotta sotto il suo comando stabilì la sua egemonia su molti villaggi della costa, imponendo in certi casi anche tasse e prelievi. Razziò cittadine, mercati e villaggi, da Macao a Canton. La Red Flag Fleet non poteva essere sconfitta sotto il comando di Ching Shih, non dagli ufficiali cinesi della dinastia Qing, né dalla marina Portoghese, e nemmeno dagli inglesi.
Nel gennaio 1808, il governo cinese tentò di distruggere la flotta in una serie di battaglie, ma Ching Shi riuscì a saccheggiare e prendere possesso delle navi del governo, il quale fu costretto a usare soltanto le imbarcazioni da pesca. Allo stesso tempo, però, Ching Shih dovette affrontare anche altre flotte pirata, in particolare quella di O-po-tae, un tempo suo alleato, che lavorò poi col governo Qing. Nel 1809 Ching Shih riuscì addirittura a catturare Richard Glasspoole, un ufficiale della Marquis of Ely, una nave della Compagnia britannica delle Indie orientali, e sette marinai inglesi.
Tra il settembre e il novembre del 1809, Ching Shih e Cheung Po Tsai subirono una serie di sconfitte contro i portoghesi alla battaglia della Bocca della Tigre (che durò fino al gennaio 1810). Nell'ultima battaglia contro i portoghesi a Chek Lap Kok, si arresero al nemico il 21 gennaio e accettarono poi un'amnistia offerta dal governo imperiale Qing a tutti i pirati che accettassero la resa, finendo la loro carriera da pirata e permettendo di mantenere il loro bottino. Dei 17.318 pirati che componevano l'intera flotta di Ching Shih, solo 60 furono banditi, 151 esiliati e 126 messi a morte. Cheung Po Tsai tornò a vestire il proprio nome, e fu rimpatriato dal governo Qing, per poi diventare capitano della flotta di Guangdong.
La versione portoghese, però, non combacia in termini di date con le altre due, ovvero quella cinese di Yuan Yonglun (tradotto e pubblicato in lingua inglese nel 1831) e quella di Richard Glasspoole che narra della sua cattura, e che fu resa un rapporto ufficiale della Compagnia delle Indie Orientali; da queste versioni, sembra chiaro che la narrativa portoghese, pubblicata vent'anni dopo, possedesse errori importanti.

### Amnistia e morte
Ottenuta l'amnistia Ching Shih negoziò con Cheung Po e mantenne numerose navi, almeno 120, usate per l'impiego del commercio del sale, e aiutò sempre Cheung Po e altri pirati della flotta a ricevere posizioni nella burocrazia cinese. Richiese poi che il governo la riconoscesse come moglie ufficiale di Cheung Po; la richiesta, nonostante le restrizioni contro le vedove che si risposavano, fu accettata e Ching si sposò con un ufficiale di governo. Nel 1813, Ching Shih diede alla luce un figlio, Cheung Yu Lin, e poi una figlia nata in data ignota.
Cheung Po morì poi in mare nel 1822, e Ching Shih si spostò con la sua famiglia a Macao, dove aprì una casa per il gioco d'azzardo e continuò a essere coinvolta per il commercio del sale. Negli ultimi anni, servì come consigliere militare di Lin Zexu durante la sua lotta contro gli inglesi, nella prima guerra dell'oppio, scoppiata nel 1839. Morì a Macao nel 1844, all'età di 69 anni.

## Nella cultura di massa
A Ching Singh è dedicata una biografia romanzata nella Storia universale dell'infamia di Jorge Luis Borges.
Il film Cantando dietro i paraventi di Ermanno Olmi si ispira alla storia di Ching Shih.
È stata realizzata una serie che ne racconta la storia, dal titolo Red Flag, con protagonista Maggie Q, scritta e prodotta da David Franzoni.
Nel film Pirati dei Caraibi - Ai confini del mondo compare il personaggio della Vedova Ching (interpretata da Takayo Fischer), chiaramente ispirata a Ching Shih.
Il romanzo di Davide Morosinotto La più grande è dichiaratamente ispirato alla storia vera di Ching Shih.
Il personaggio storico di Ching Shih appare nell'episodio di Doctor Who The legend of the Sea Devils (letteralmente, "la leggenda dei diavoli marini"), uscito il 17 aprile 2022.